# Aire d'attraction de Montaigu-Vendée
L'aire d'attraction de Montaigu-Vendée est un zonage d'étude défini par l'Insee pour caractériser l’influence de la commune de Montaigu-Vendée sur les communes environnantes..

## Définition
L'aire d'attraction d'une ville est composée d’un pôle, défini à partir de critères de population et d’emploi ainsi que d’une couronne constituée des communes dont au moins 15 % des actifs travaillent dans le pôle. Le pôle d’attraction constitue ainsi un point de convergence des déplacements domicile-travail,.

## Type et composition
L’aire d'attraction de Montaigu-Vendée est une aire intra-départementale qui comporte 8 communes dans la Vendée. 
Elle est catégorisée dans les aires de moins de 50 000 habitants, une catégorie qui regroupe 12,2 % au niveau national.

### Carte

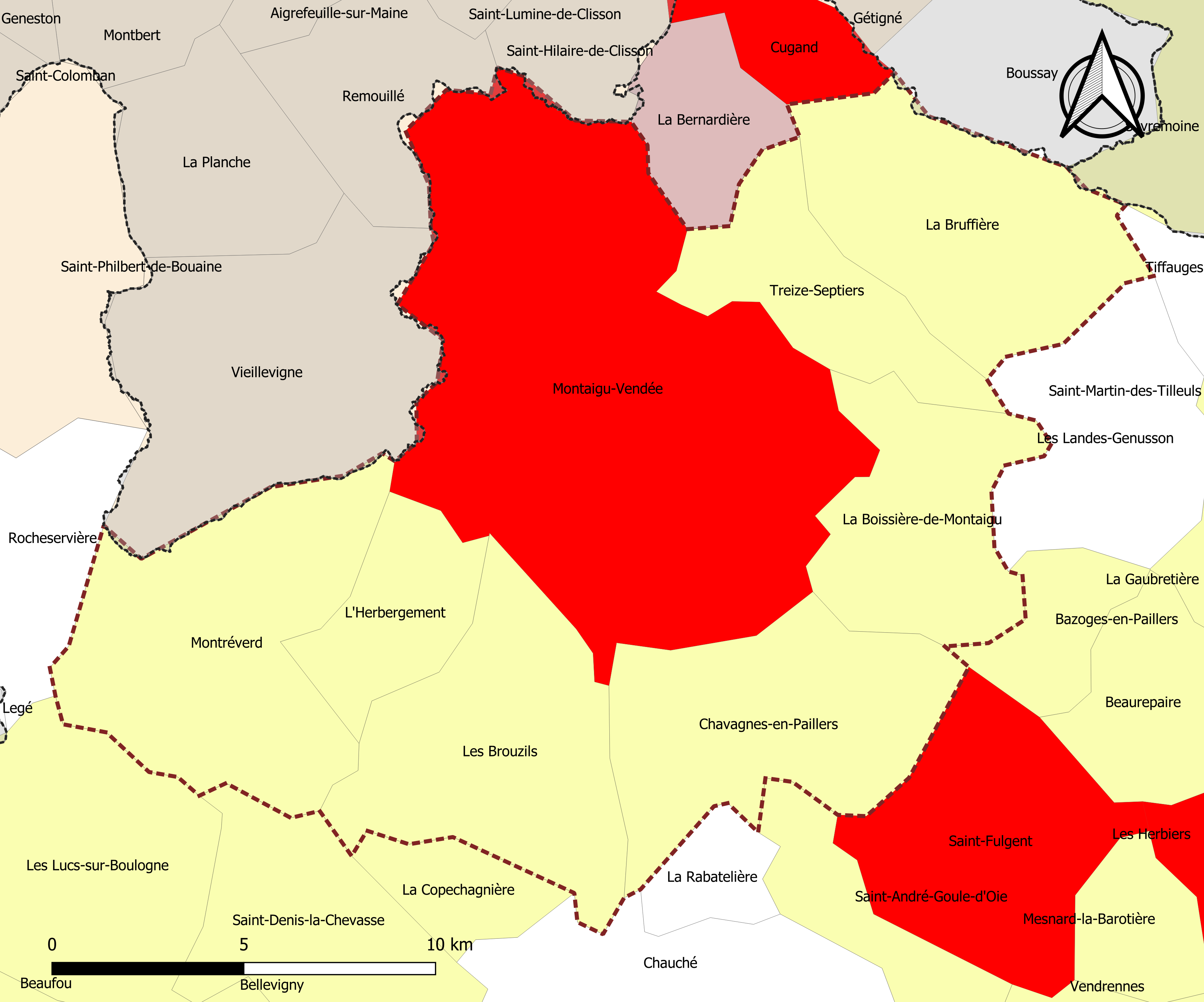
Carte de l'aire d'attraction de Montaigu-Vendée.
Commune-centre
Commune de la couronne

### Composition communale
| Nom                              | Code Insee | Département | Statut                 | Superficie (km2) | Population (dernière pop. légale) | Densité (hab./km2) | Modifier                                    |
| -------------------------------- | ---------- | ----------- | ---------------------- | ---------------- | --------------------------------- | ------------------ | ------------------------------------------- |
| Montaigu-Vendée (commune-centre) | 85146      | Vendée      | commune-centre         | 116,65           | 20 754 (2022)                     | 178                | modifier les données · modifier les données |
| La Boissière-de-Montaigu         | 85025      | Vendée      | commune de la couronne | 29,10            | 2 295 (2022)                      | 79                 | modifier les données · modifier les données |
| Les Brouzils                     | 85038      | Vendée      | commune de la couronne | 41,25            | 2 916 (2022)                      | 71                 | modifier les données · modifier les données |
| La Bruffière                     | 85039      | Vendée      | commune de la couronne | 40,42            | 4 015 (2022)                      | 99                 | modifier les données · modifier les données |
| Chavagnes-en-Paillers            | 85065      | Vendée      | commune de la couronne | 40,57            | 3 648 (2022)                      | 90                 | modifier les données · modifier les données |
| L'Herbergement                   | 85108      | Vendée      | commune de la couronne | 16,75            | 3 437 (2022)                      | 205                | modifier les données · modifier les données |
| Montréverd                       | 85197      | Vendée      | commune de la couronne | 48,47            | 3 833 (2022)                      | 79                 | modifier les données · modifier les données |
| Treize-Septiers                  | 85295      | Vendée      | commune de la couronne | 21,84            | 3 361 (2022)                      | 154                | modifier les données · modifier les données |